# Hyperbius
Hyperbius (лат.) — род клопов из семейства древесных щитников.
Эндемики Южной Америки (Аргентина, Чили).

## Описание
Длина тела менее 1 см (от 5 до 8 мм). От близких родов отличается следующими признаками: тело и кориум коричневые до чёрных; боковые и задние края переднеспинки, костальный край кориуми и область контакта между кориумом и клавусом имеют кремовый цвет. Торакальный киль отсутствует; крылья нормальные и их костальный край не выпуклый и редко образует бугорок у основания; тело не вдавлено; брюшной шип отсутствеют; заднебоковые углы 7-го стернита никогда не выступают виде отростков. Антенны 5-члениковые. Лапки состоят из двух сегментов. Щитик треугольный и достигает середины брюшка, голени без шипов.
Общая окраска тёмно-коричневая до черноватой. Мандибулярные пластинки сильно вогнуты латерально, не сходятся, не превышают или почти не превышают спереди антеклипеус. Антенномеры не сильно утолщены. Дистальный конец первого антеннального сегмента мало или совсем не доходит до вершины головы, цилиндрический; сегмент II более узкий, чем диаметр голени

## Классификация
В состав рода включают 2 вида.
- Hyperbius geniculatus (Signoret, 1863)
  - =Ditomotarsus geniculatus Signoret, 1863[7]
- Hyperbius joceliae Carpintero & Biase, 2021[4]